# SuperGirls Championship
O SuperGirls Championship (ou NWA Pacific Northwest SuperGirls Championship) é o único título tivo da promoção de wrestling profissional SuperGirls.

## Reinados
| #  | Wrestler        | Reinados | Data              | Dias possuindo | Localidade         | Notas                                                                |
| -- | --------------- | -------- | ----------------- | -------------- | ------------------ | -------------------------------------------------------------------- |
| 1  | Rebecca Knox    | 1        | June 24, 2005     | 301            | Surrey, BC         | Knox derrotou Miss Chevius para determinar a primeira campeã.        |
| 2  | Lisa Moretti    | 1        | April 21, 2006    | 170            | Surrey, BC         |                                                                      |
| 3  | Nattie Neidhart | 1        | October 8, 2006   | 19             | Newark, CA         |                                                                      |
| 4  | Nicole Matthews | 1        | October 27, 2006  | 159            | Surrey, BC         | Derrotou Nattie Neidhart e Veronika Vice em uma triple threat match. |
| 5  | Veronika Vice   | 1        | April 4, 2007     | 314            | Port Coquitlam, BC |                                                                      |
| 6  | Penni Lane      | 1        | February 29, 2008 | 1              | Surrey, BC         |                                                                      |
| 7  | Nicole Matthews | 2        | March 1, 2008     | 343            | Vancouver, BC      |                                                                      |
| 8  | Veronika Vice   | 2        | February 7, 2009  | 176            | Vancouver, BC      |                                                                      |
| 9  | Tenille Tayla   | 1        | August 2, 2009    | 118            | Vancouver, BC      | Defeated Veronika Vice and Nicole Matthews in a Triple Threat match. |
| 10 | Veronika Vice   | 3        | November 27, 2009 | 112            | Surrey, BC         |                                                                      |
| 11 | Tenille Tayla   | 2        | March 19, 2010    | 224            | Surrey, BC         |                                                                      |
| 12 | Nicole Matthews | 3        | October 29, 2010  | 5250+          | Surrey, BC         | Derrotou Tenille Tayla em uma Tables match.                          |